# Tajgafältmätare
Tajgafältmätare (Heterothera serraria) är en fjäril som beskrevs 1846 av Friederike Lienig och Philipp Christoph Zeller. Arten ingår i släktet Heterothera och familjen mätare (Geometridae). Inga underarter finns listade i Catalogue of Life.
Tajgafältmätarens vingbredd är 25–30 mm och larverna lever på arter ur släktet gran (Picea).

## Utbredning
Den förekommer från Fennoskandia, Danmark, Polen och Baltikum till östra Sibirien.

### Förekomst i Sverige
Svenska rödlistan kategoriseras den som sårbar (VU). Tajgafältmätarens förekommer sällsynt från Småland till Torne lappmark samt tillfälligtvis även på Öland.